# Марагидик
Марагидик (Мара Гидик) е връх в Стара планина, над Априлци, другото му известно име е „Русалка“.
Върхът е разположен северно от централното било и се вижда от цялото северно подножие на планината източно от прохода Беклемето. От върха се открива широка панорама към цялото поречие на река Видима и гр. Априлци, към част от Северния Джендем и Предбалкана. Западно от него е разположена седловината, през която Русалиийският проход се прехвърля от Северна в Южна България.

## Легенди
Името Мара Гидик означава „Хубавата Мара“ и произлиза от легендата за княгина Мара – сестра на цар Иван Шишман. Обречена за харема на султан Мурад, на път за Одрин тя минала по тия места. Княгинята пожелала да погледне родината си от този връх, изкачила се на него и от мъка по поробеното отечество от очите и потекли бистри сълзи. Те дали живот на река Тъжа и на името на върха и прохода източно от него – Марагидик (Марин проход).
Друго предание разказва за сестрата на Крали Марко – Мара. „При нашествието на турците тя помагала на брат си в отбраната на прохода и загинала в скалистите пазви на върха...“ Трета легенда разказва за смела българка от този край, хвърлила се в бездните и намерила смъртта, за да се спаси от поругаване от поробителите. И още една, за хубавата и капризна мома Мара, която обещала да стане изгора на този момък, който на ръце я изнесе на челото на стръмния връх. Намерил се такъв юнак, но на върха той умрял от изтощение.

## Изкачване на върха
Най-популярният маршрут за изкачването на върха е лекият „пенсионерски“ маршрут, който започва от квартал Острец на град Априлци, през махала Боевци, по Острешка река до местността Христова стружна. Дотам може да се отиде и с обикновен автомобил по път, който постепенно от асфалт преминава в горски път. От Христова стружна вече само пеш, по добре маркирана пътека през прохладна букова гора за около два часа спокойно изкачване се стига до билото на Стара планина и хижа Тъжа, от която през местността Табите (преди и тук е имало хижа) до върха се стига за около час и петнадесет минути не много трудно изкачване по полегатия южен склон на върха.
Много по-живописно и предизвикателно е изкачването директно по стръмния североизточен склон. Тясната и стръмна пътека се открива трудно от незапознатите хора и е известна само на местните. Маршрутът започва от махала Маришница или от кв. Острец след разклона в махала Боевци и пътя по поречието на река Рибна и преминава през местността Бунаря, където признателните хора от района са изградили паметник на четата на Цанко Дюстабанов, а освен това има и извор с кристално чиста ледена вода. Постепенно се минава северно от връхната скала, която накрая се изкачва по малко и стръмно скалисто ръбче. Маршрутът от центъра на кв. Острец през поречието на река Рибна до върха отнема около 4 ч. пеша.
Друг не по-малко интересен маршрут е преминаването през местността Турски рът. От кв. Видима се стига до ВЕЦ Видима, където се тръгва успоредно на Пръскалска река. След около час се достига пътеката, която е обозначена и извежда до седловината Кънчовото, откъдето върхът се изкачва лесно пак по полегатия южен склон.
От върха се разкриват незабравими гледки към внушителния Северен Джендем, Ботев връх, Видимското пръскало, връх Кадемлия. При ясно време се виждат и градовете Габрово, Севлиево и село Арбанаси, Горнооряховско.
- Табелата на върха
- В подножието на върха
- Поглед към Северния Джендем
- Връх Кадемлия от Марагидик
- Върхът 1890 м
- Местността Христова стружна
- Към върха
- Изглед към връх Марагидик от махала „Горна Мядна“.

## Забележителности
В подножието на върха на 11 май 1876 г. се е водило едно от последните сражения между новоселските въстаници начело с Цанко Дюстабанов и преследващите ги турски потери. В местността Бунаря е издигнат паметник на Цанко Дюстабанов. В близост се намират още Русалийска поляна, Кадемлийското пръскало и местността Турски рът, където според легендата, Крали Марко е водил първата си битка с турците.

## Други
На Марагидик е наречена улица в квартал „Подуяне“ в София (Карта).